# مقبرة ماجل الدمة
إحدى مقابر صنعاء تقع وسط العاصمة صنعاء (جنوب صنعاء القديمة) في حارة الشعب، مديرية الصافية

## سبب التسمية
إحدى الحكايات في صنعاء عن سبب تسمية المقبرة بهذا الاسم تقول أن دمة سقطت في ماجل فعندما سقطت تلك الدمة في الماجل وماتت تأثر مالك الماجل بالحادث، شحت المياه في فترة لاحقة للحادث في الماجل، قرر المالك بعدها أن يوقف أرض الماجل لله كمقبرة ومنذ ذلك اليوم أصبحت تعرف المقبرة بمقبرة (ماجل الدمة).
- الدمة هي القطة باللهجة الصنعانية.
- الماجل في: هو عبارة عن أرض زراعية تستخدم كخزان (حوض) مائي - متفاوت الأحجام - وله مساقات وقنوات ويستخدم لتوزيع المياه على جهات متعددة.

مقبرة ماجل الدُّمَـه
مقبرة ماجل الدُّمَـه هي إحدى المقابر التاريخية الواقعة خارج أسوار صنعاء القديمة، وتحديدًا قرب المناطق المعروفة سابقًا بقنوات المياه والمزارع. يُنسب اسم المقبرة إلى الشيخ الدُّمَـه، وهو أحد مشايخ عزلة بني سبأ التابعة لـ مديرية القفر في محافظة إب، اليمن. وقد امتلك الشيخ أرضًا زراعية واسعة في المنطقة، كانت تحتوي على ماجل (أي بركة ماء صغيرة)، فنُسب الموقع إليه وسُمي بـ"ماجل الدُّمَـه".

## الخلفية التاريخية
بحسب روايات شفوية متوارثة لدى بعض أبناء قبيلة آل الدُّمَه، فإن المنطقة كانت تضم مزرعة وأملاكًا خاصة بأحد مشايخ بني سبأ التابعين لمديرية القفر في محافظة إب. وتشير هذه الروايات إلى أن الموقع كان يحتوي على بركة ماء صغيرة تُعرف محليًا بـ"الماجل"، وقد سُمّيت المقبرة نسبةً إليه، وارتبطت باسم الشيخ مالك الأرض، فأُطلق عليها اسم "مقبرة ماجل الدُّمَّه".
وبحسب ذات الروايات، فقد وقعت حادثة بارزة في تلك المنطقة خلال فترة حكم الإمام الناصر أحمد (حوالي عام 1223هـ / 1808م)، تمثّلت في مقتل تاجر يهودي بارز في صنعاء. وقد أُلقيت جثة التاجر في الماجل الواقع داخل أرض الشيخ، دون أن تُعرف هوية الجاني بشكل دقيق. ساهمت هذه الحادثة في رسوخ التسمية وارتباطها التاريخي بالموقع.
بحسب روايات شفوية متوارثة لدى بعض أبناء قبيلة آل الدُّمَـه، فإن المنطقة كانت تضم مزرعة وأملاكًا خاصة بالشيخ، إلى أن وقعت حادثة أثرت في ملكيته. فوفقًا لتلك الروايات، وقعت جريمة قتل بحق تاجر يهودي بارز في صنعاء خلال فترة حكم الإمام الناصر أحمد (حوالي عام 1223هـ/1808م). وقد أُلقيت جثة التاجر في بركة الماء (الماجل) داخل أرض الشيخ، دون أن يتم تحديد الجاني.
رفض أبناء الطائفة اليهودية آنذاك تبرئة الشيخ بيمين، ولم يُفلح الإمام في تهدئة الموقف دون تقديم تعويض. ولتفادي النزاع مع قبيلة آل الدُّمَـه المعروفة بحدتها، تم إصدار حكم بمصادرة أملاك الشيخ وتحويل الأرض إلى مقبرة عامة، كما دفع الإمام دية التاجر لليهود من عائدات تلك المصادرات. ومنذ ذلك الوقت، أصبحت تعرف بـمقبرة ماجل الدُّمَـه.
تصحيح مفاهيم شائعة
يشير بعض الباحثين إلى أن الاسم "الدُّمَـه" قد خضع لتحريف لغوي أو سوء فهم في بعض المصادر، حيث فُسر أحيانًا على أنه يعود إلى "قطة" (بلهجة محلية "دِمَّة")، بينما تؤكد الروايات المحلية أن التسمية تعود للشيخ المعروف بـالدُّمَـه، وتُنطق بتشديد وضم الدال.
مصادر الرواية
تعتمد هذه الرواية على روايات شفهية نقلها الشيخ علي بن محمد الدُّمَـه والشيخ محمد أحمد قاسم تاج الدين في عام 2000م، إضافة إلى روايات متوارثة لدى بعض أحفاد الشيخ، من بينهم الراوي محمد سلطان.